# Fatmata Bangura
Fatmata Bangura (ur. 16 grudnia 1981) – sierraleońska lekkoatletka, sprinterka, reprezentująca Belgię.
W 2006 reprezentowała Sierra Leone podczas igrzysk wspólnoty narodów w Melbourne, gdzie nie przeszła eliminacji zarówno na 100 jak i 200 metrów. Po zmianie obywatelstwa na belgijskie (podwójne obywatelstwo Bangura miała już od 2004) miała znaleźć się w składzie Belgii na halowe mistrzostwa świata 2010, jednak badanie antydopingowe przeprowadzone 21 lutego podczas halowych mistrzostw Belgii wykazało obecność niedozwolonego środka – stanozololu. Na zawodniczkę nałożono karę dwuletniej dyskwalifikacji (7 marca 2010 – 6 marca 2012), a także anulowano jej rezultaty uzyskane od dnia przeprowadzenia testu.

## Rekordy życiowe
- bieg na 100 metrów – 11,87 (2009) rekord Sierra Leone
- bieg na 200 metrów – 26,27 (2006)
- bieg na 60 metrów (hala) – 7,32 (2010) rekord Sierra Leone